# Mount Hay
Mount Hay ist ein 1602 m hoher Berg im ostantarktischen Mac-Robertson-Land. In den Prince Charles Mountains ragt er 17,5 km südöstlich des Husky Dome auf.
Luftaufnahmen der Australian National Antarctic Research Expeditions aus dem Jahr 1960 dienten seiner Kartierung. Das Antarctic Names Committee of Australia benannte ihn nach Malcolm Cave Hay (* 1934), Stationsleiter und Arzt auf der Davis-Station im Jahr 1961.